# Cyclomedusa
A Cyclomedusa a korai Ediakara időszak jellegzetes  fosszíliája. Kinézetét tekintve egy körkörös nyom, aminek közepén egy hupli van, körülötte pedig öt növekedési gyűrű. Az egyedek jellemzően kicsikék, de ismertek akár 20 cm méretűek is. A lenyomatok nem szükségképpen köralakúak, különösen, amikor a szomszédos példányok egymással érintkezésbe kerültek. A köröket számos sugárirányú vonal tagolja, ettől a lenyomat némiképp ananászszeletre hasonlít. Egyes egyedek középpontjában szárra emlékeztető nyomokat láthatunk.
A Cyclomedusa az ediakarai üledékek sűrűn vizsgált példánya, mivel rengeteg példánya maradt fent. A legkorábbi nyomai a mayani korból, mintegy 1 milliárd éves üledékekből ismertek. Eleinte medúzának vélték a nyomait, azonban a szomszédos példányok kölcsönös torzulásai alapján feltehetőleg fenéklakó szervezet volt. A nyomok eleve nem egyeznek a medúzák testfelépítésével, inkább a tengeritollak rögzüléséhez hasonlatosak. Ugyanakkor nem zárható ki, hogy valami teljesen más szervezetről van szó. Sőt, az is felmerült, hogy valójában a leírt fajok valójában egyetlen egynek a különböző irányokból történt lerakódásai, esetleg teljesen különböző szervezetek lettek egyetlen alaktani csoportba sorolva.
Újabban javaslatként felmerült, hogy a Cyclomedusa igazándiból mikrobatelep lehetett. Grazhdankin szerint a gyűrűk és a tagolás feltűnően egyezik a homogén táplálékeloszlású környezetben kialakuló kolóniákkal.
A Cyclomedusa maradványai a neoproterozikus üledékekből ismertek az ausztrál Ediakara lelőhelyről, a norvégiai Finnmarkból, az angol Charnwood erdőből, az orosz Olenekből, Fehér-tengerből és az Ural hegységből , az ukrán Podóliából és a mexikói Sonorából. Elfogadták az Ediakara-fauna tagjának - egy olyan életközösségnek, mely a mai soksejtű élőlények előtt élt és halt. Jelenleg nincsenek ismert leszármazottai.

## Fordítás
Ez a szócikk részben vagy egészben  a   Cyclomedusa című angol Wikipédia-szócikk ezen változatának fordításán alapul.  Az eredeti cikk szerkesztőit annak laptörténete sorolja fel. Ez a jelzés csupán a megfogalmazás eredetét és a szerzői jogokat jelzi, nem szolgál a cikkben szereplő információk forrásmegjelöléseként.